# Ložice
Ložice so naselje v Občini Kanal ob Soči. Ustanovljeno je bilo leta 2007 iz dela ozemlja naselja Anhovo. Leta 2015 je imelo 265 prebivalcev.

## Zanimivosti
- ŠRD Ložice Arhivirano 2014-01-02 na Wayback Machine.